# Здесь была Бритт-Мари (фильм)
«Зде́сь была́ Бритт-Мари́» (швед. Britt-Marie var här) — шведский художественный фильм режиссёра Тувы Новотны, снятый по мотивам одноимённого романа Фредрика Бакмана. Мировая премьера состоялась 24 января 2019 года на Гётерборгском кинофестивале. Премьера в России — 7 марта 2019.

## Сюжет
Бритт-Мари (Пернилла Аугуст) — образцовая домохозяйка, любящая порядок во всём. Со своим мужем Кентом (Петер Хабер) они вместе уже 40 лет. Но в один момент её размеренной и спокойной жизни приходит конец: Бритт-Мари узнаёт, что у Кента есть любовница. И тогда женщина решает уйти от мужа и найти работу. Бритт-Мари отправляется в Борг — маленький, почти заброшенный городок, в котором жизнь героини круто меняется: она становится тренером футбольной команды и встречает новую любовь.

## В ролях
| Актёр                  | Роль       |
| ---------------------- | ---------- |
| Пернилла Аугуст        | Бритт-Мари |
| Вера Витали            | Анна       |
| Петер Хабер            | Кент       |
| Олле Сарри             | Фредрик    |
| Малин Леванон          | Банк       |
| Андерс Мосслинг        | Свен       |
| Махмут Сувакси         | Мемо       |
| Ланселот Нкубе         | Сами       |
| Стелла Ойоко Бенгтссон | Вега       |

## Оценки и рейтинги
По состоянию на май 2019 года: IMDb — 5; Кинопоиск — 6,3.
Шведская кинопресса приняла фильм холодно, он получил стабильно низкие оценки.